# هيو ريا
هيو ريا (بالإنجليزية: Hugh Rhea)‏ هو منافس ألعاب قوى أمريكي، ولد في 9 سبتمبر 1909 في أرلينغتون في الولايات المتحدة، وتوفي في 18 أكتوبر 1973 في مقاطعة ألاتشوا في الولايات المتحدة.